# Fourneau (cuisine)
Pour les articles homonymes, voir Fourneau.

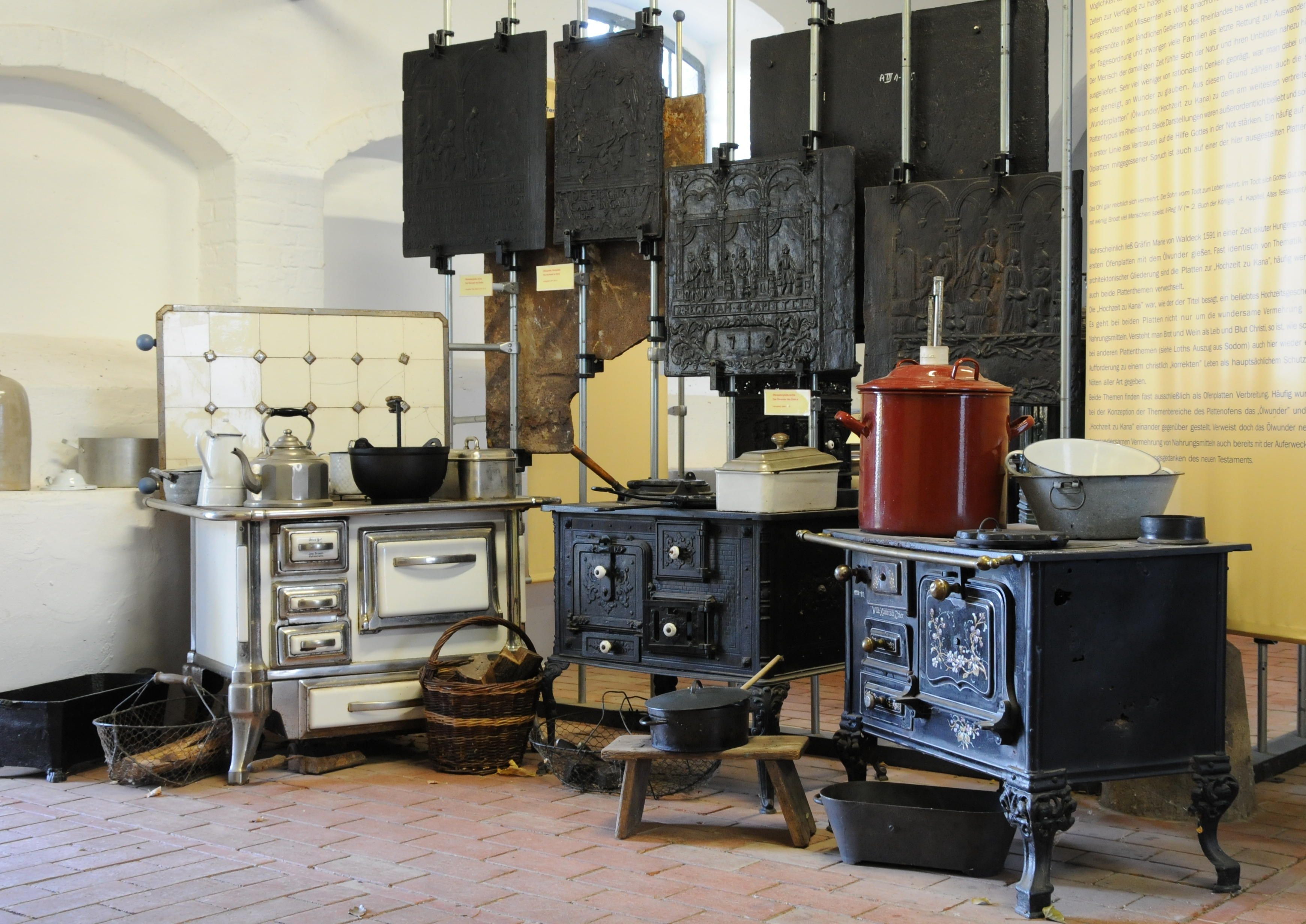
Trois fourneaux à l'écomusée Roscheider Hof.

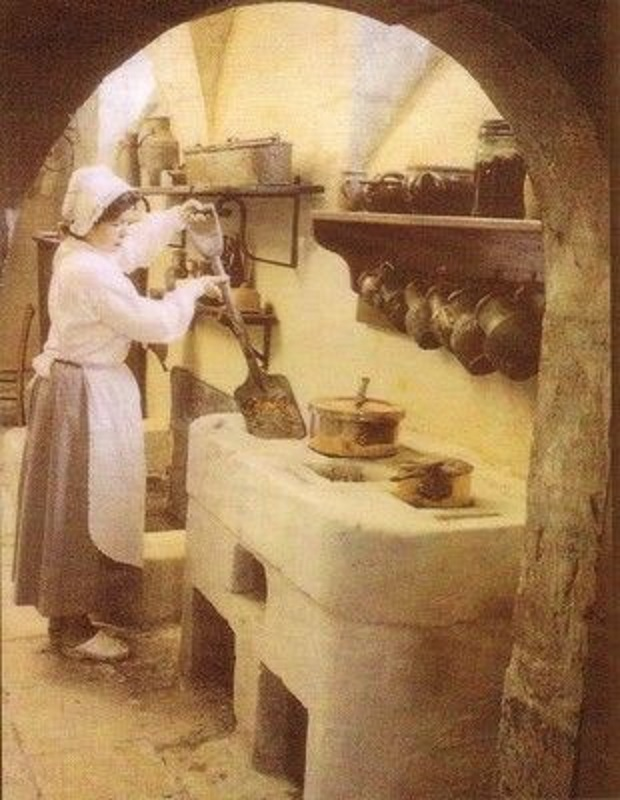
Cuisinière mettant des braises dans le potager, l'ancêtre du fourneau.

Un fourneau de cuisine est un appareil contenant le feu, servant à cuire les aliments qui sont mis dans des récipients (pot, marmite, casserole, poêle, bouilloire, cafetière) posés sur la table supérieure. 
À l'origine il s'agit d'un ouvrage clos maçonné en pierres ou briques dérivé du four (ancien) où la cuisson est faite dans l'espace intérieur chauffé, le feu étant contenu dans un foyer fermé. La cuisson a été ensuite effectuée sur le fourneau par l'intermédiaire des braises contenues dans les évidements de la paillasse, table supérieure mise à hauteur d'appui commode des récipients. Cette forme d'ouvrage maçonné équipant la cuisine s'est appelée le potager où l'on confectionnait le potage. À partir du milieu du XIXe siècle la partie contenant des braises fut composée de plaques de fonte.
Le four grilloire et la four portatif  apparaissent avec le gaz urbain. 
Le fourneau au XIXe siècle sert aussi d'appareil de chauffage et peut produire de l'eau chaude en appareil combiné tout en fonte. Son usage s'est démocratisé.
L'appareil fourneau est devenu la cuisinière, un meuble de cuisine (voir l'article détaillé Cuisine de Francfort), fonctionnant avec le gaz et/ou l'électricité qui procure les modes de cuisson avec des brûleurs ou des plaques chauffantes sur le dessus et une partie four.
Les cuisiniers professionnels emploient le terme piano (piano de cuisson ou piano de cuisine) pour désigner l'outil principal de cuisson de leur cuisine. Les services marketing de quelques fabricants de fourneaux emploient également ce terme afin de valoriser la gamme à usage domestique. Cependant, cette appellation n'apparaît pas dans le trésor de la langue française, et peut être considérée comme de l'argot de cuisinier.